# 제네시스 GV90
제네시스 GV90는 제네시스가 출시할 예정인 전기 SUV이다. 국내 최초의 초대형 SUV가 된다.